# May Tully
May Tully (c. 1880 - 9 de marzo de 1924) fue una actriz, escritora, directora y productora canadiense de teatro y cine. Además, según el escritor deportivo Damon Runyon, "quizás la mayor fanática del béisbol femenino que jamás haya existido".

## Primeros años
Mary Gertrude Tully nació en Nanaimo, Columbia Británica, hija de Frank Tully y Nancy Hague Tully. Después de que su padre muriera en la explosión de una mina cuando May era niña, ella y su madre viuda se mudaron a Victoria, Columbia Británica, donde su madre se volvió a casar. May Tully asistió a la Universidad McGill y a la Escuela de Arte Dramático de la Sra. Wheatley en Nueva York.

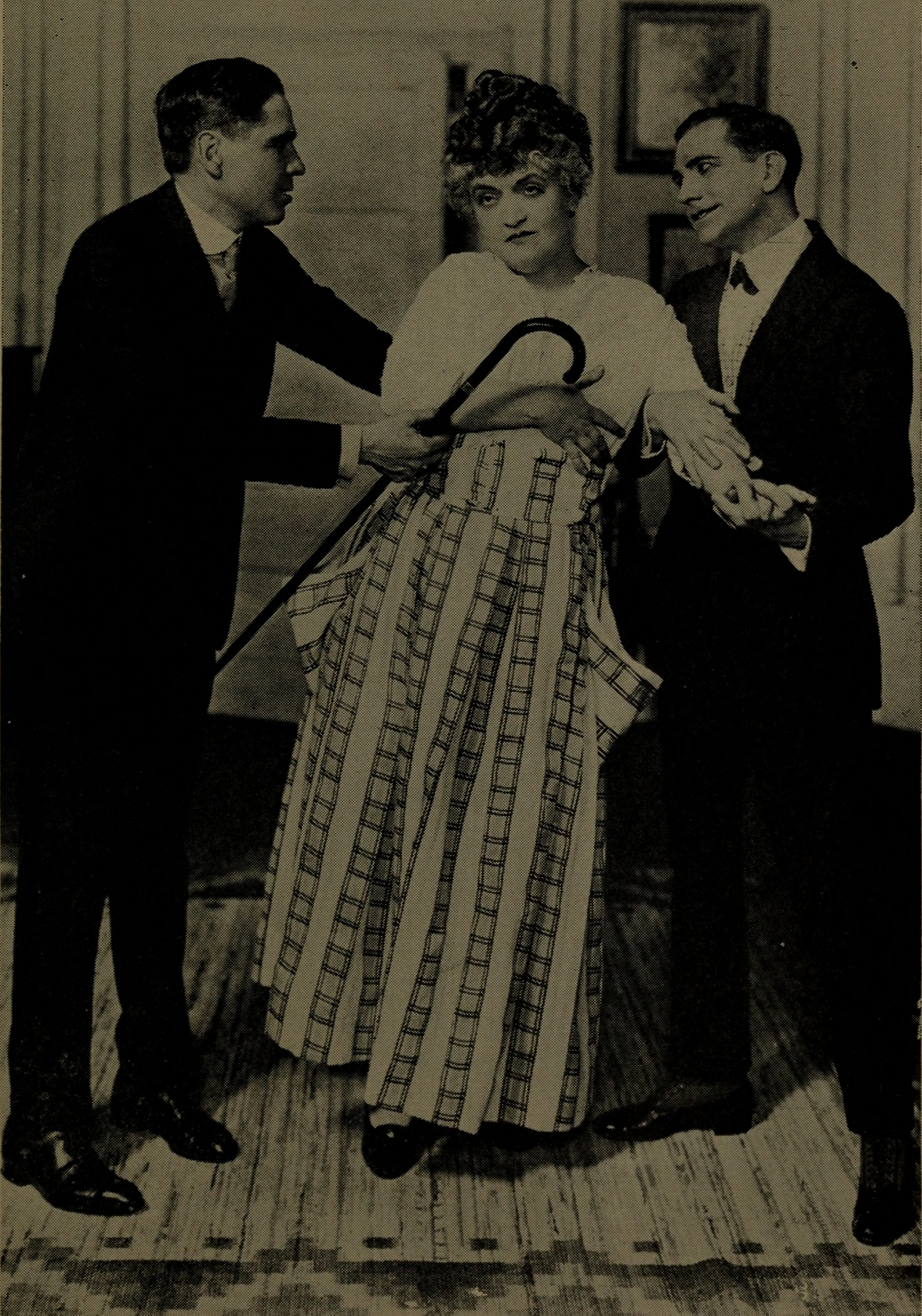
Una escena de la obra de May Tully, Mary's Ankle (1916), protagonizada por Irene Fenwick.

## Carrera
Tully fue reconocida como guionista en ocho películas del cine mudo: The Winning of Beatrice (1918), Mary's Ankle (1920), His Wife's Money (1920), Bucking the Tiger (1921), The Old Oaken Bucket (1921), Chivalrous Charley (1921), Kisses (1922), and That Old Gang of Mine (1925). Además, dirigió That Old Gang of Mine y The Old Oaken Bucket, y también fue reconocida como productora en The Old Oaken Bucket.
En el escenario, Tully actuó en espectáculos como The Christian (1900), In the Good Old Summer Time, The Two Mr. Wetherbys (1906). Escribió la obra de teatro Mary's Ankle (1916), "una mentira improbable pero deliciosa" protagonizada por Irene Fenwick, Zelda Sears y Bert Lytell en Broadway; también fue un éxito en otras ciudades.
Tully actuó en el vodevil en sketches que ella escribió, Stop! Look! and Listen! (1907), The Late Mr. Allen (1912), The Battle Cry of Freedom (1912), y Mona Lisa (1914). "Durante mucho tiempo ha sido reconocida como la trabajadora del tiempo extra del mundo del vodevil", explicó otro escritor en 1917, añadiendo: "Ella es quizás la más profesional de todas las dramaturgas". Ella fue la escritora de bocetos para el Palace Theatre de Nueva York, y en 1915 produjo un desfile de moda allí, con modelos, vestidos caros y joyas; una atracción popular, The Fashion Show recorrió el circuito de Keith durante meses, y se actualizó con nuevas modas en temporadas posteriores.
En Curves (1911-1912), un sketch de vodevil que escribió sobre el béisbol, fue coprotagonista junto con los jugadores profesionales de fuera de temporada Christy Mathewson y Chief Meyers, trayendo aficionados del deporte al teatro. Su amor por el béisbol se notaba a menudo en los informes sobre el espectáculo. "Ella sabe más de béisbol que el 99 por ciento de los aficionados", reconoció el entrenador de los Gigantes de San Francisco, Muggsy McGraw.

## Vida personal
May Tully murió de nefritis en 1929, a los 40 años de edad, en la ciudad de Nueva York. Los titulares después de su muerte destacaron su amor y conocimiento del béisbol. "Ella tenía un amplio conocimiento entre los hombres de béisbol, jugadores, gerentes, magnates y escritores", anotó Damon Runyon, y fue aceptada en la comunidad "debido a su comprensión del juego y su atmósfera".